# Lee Da-hae
Lee Da-hae (o Lee Da-hey; en hangul, 이다해; RR: I Dahae; Seúl, 19 de abril de 1984) es una actriz de cine y televisión surcoreana.

## Biografía
Lee Da-hae, conocida también por su nombre de nacimiento como Byun Da-hye, nació en Seúl, Corea del Sur, el 19 de abril de 1984. Cuando estaba en quinto grado, Lee y su familia se mudaron a Sídney, Australia. A lo largo de su adolescencia, realizó danza tradicional coreana en varios festivales y fue conocida como la «bailarina coreana» en la escuela. Sus años de vida y estudio en el extranjero le permitieron dominar el inglés y el chino. En su tercer año en Burwood Girls High School, Lee y su madre regresaron a Seúl para seguir una carrera como actriz después de ganar un concurso mientras estaba de permiso de la escuela. Ahora vive con su madre en Seúl, mientras que su padre y su hermano mayor aún residen en Sídney.
En diciembre de 2013, Lee presentó cargos de difamación contra los usuarios de Internet que difundieron rumores maliciosos alegando que había estado involucrada en una red de prostitución de celebridades de alto nivel.  Los fiscales exoneraron a Lee de las acusaciones, afirmando que ella no era una de las personas investigadas.
En septiembre de 2016 se publicó que desde más de un año antes mantenía una relación con el cantante Seven (Choi Dong-wook), hecho que fue confirmado por las agencias de ambos. Tras ocho años de noviazgo, en marzo de 2023 ambos anunciaron que se casarían el 6 de mayo del mismo año.

## Carrera
Byun hizo su debut en el entretenimiento cuando ganó el 71.er concurso de Miss Chunhyang en 2001. Usando el nombre artístico de Lee Da-hae, comenzó a aparecer en papeles secundarios en dramas televisivos.
En 2004, Lee fue elegida para su primer papel protagonista en el drama de Im Sung-han Lotus Flower Fairy (también conocido internacionalmente como Heaven's Fate), en el que interpretó a la hija de un chamán rechazada por su familia y la sociedad al revelarse su identidad. Ganó el premio a la Mejor Actriz Revelación en los 41.er Premios Baeksang Arts por su actuación.
2005 fue un año importante para la carrera de la actriz, que mostró su versatilidad en dos series exitosas pero muy diferentes. En Green Rose, su personaje se enamora de un hombre que es incriminado por el intento de asesinato de su padre; años más tarde, poco a poco se convence de que un sosias o doppelgänger es, de hecho, su novio, quien todos habían asumido que estaba muerto. En My Girl interpretó a una adorable estafadora que acepta actuar como la prima perdida de un hotelero para cumplir los últimos deseos de su abuelo. My Girl, en particular, llevó a Lee al estrellato en la Ola coreana.
Regresó al género de la comedia romántica en 2007 con Hello! Miss. Lee interpretó a la última hija viva de un clan antes respetado en el campo cuya vida pacífica se ve interrumpida cuando el hijo de un inversionista rico le exige que le venda su casa ancestral.
En 2008 protagonizó Robber, con el papel de una joven madre y viuda que es atacada por un estafador por sus ahorros, pero él se enamora de ella de verdad. Más tarde ese año, Lee fue originalmente elegida como la heroína de East of Eden, con el telón de fondo de una ciudad minera de carbón en Taebaek desde la década de 1960 hasta el presente. Aunque el drama fue un éxito, a medida que avanzaba la trama, el tiempo de pantalla de Lee se reducía drásticamente a favor de otras historias, por lo que decidió dejar el programa en el episodio 40.
En 2010, Lee protagonizó el exitoso drama The Slave Hunters, en el que interpretó a Un-nyun, que se debate entre su amor pasado, un yangban convertido en cazador de esclavos, y su compañero actual, un general convertido en esclavo. Al principio de la serie, algunos espectadores la criticaron por tener un maquillaje impecable y uñas cuidadas a pesar de retratar a una esclava huyendo, por supuestamente usar un reloj de pulsera en la pantalla y su supuesta exposición de escote «inapropiada y gratuita» cuando le quitaron la parte superior del hanbok en una escena de intento de violación. Lee opinó que las críticas eran infundadas, que esos problemas no eran de importancia y que solo habían sido magnificados por la popularidad del programa. Su personaje también recibió críticas por ser una damisela en apuros demasiado pasiva, hasta el punto de que el guionista Chun Sung-il emitió una defensa pública y una disculpa hacia Lee.
Lee fue elegida para el papel principal de la primera mujer barista real de Corea, que planeó asesinar al rey Gojong con un café envenenado en Gabi, película que adapta la novela de ficción histórica Russian Coffee de Kim Tak-hwan. Lee accedió a protagonizar la película mediante un acuerdo verbal, pero cuando abandonó el proyecto diez días antes de que comenzara la filmación, la productora Ocean Film la demandó por incumplimiento de contrato. En septiembre de 2012, el tribunal falló a favor del demandante y ordenó a Lee pagar 21 millones de wones (19.000 dólares estadounidenses) en daños, o el 40% de responsabilidad. Lee fue reemplazada por Kim So-yeon.
En 2011, Lee interpretó a una antiheroína con un pasado traumático que miente y manipula en su camino hacia la cima profesional en un hotel de lujo y hacia los corazones de dos hombres poderosos en Miss Ripley. Ella llamó al papel «un punto de inflexión en su carrera como actriz». El personaje de Lee se inspiró en Shin Jeong-ah, una mujer que fue condenada por fabricar sus credenciales académicas para convertirse en profesora de arte asistente en la Universidad Dongguk y comisaria jefe del Museo de Arte Sungkok, y el título hace referencia a la película de Hollywood The Talented Mr. Ripley.
Lee, que habla inglés y mandarín con fluidez, y tiene una base de aficionados significativa en China con más de seis millones de seguidores en su microblog de Weibo, hizo su debut en un drama televisivo chino en 2012. Las actrices coreanas anteriores que habían aparecido en producciones chinas actuaron en coreano y luego fueron dobladas, pero Lee trabajó duro para dominar el idioma y memorizó completamente sus líneas, convirtiéndose en la primera actriz coreana en actuar en mandarín. En Love Recipe (conocida internacionalmente como Love Actually) junto al actor taiwanés Joe Cheng, interpretó a una trabajadora a tiempo parcial que cría sola a su sobrina y que descubre su talento para cocinar en un restaurante de dim sum y sueña con convertirse en chef. Fue filmado en Shanghái y transmitido por Hunan TV. Ese mismo año su contrato con DBM Entertainment terminó y firmó con una nueva agencia, Forestar Entertainment.
Lee regresó a la televisión coreana en el drama de acción y espionaje de 2013 Iris II, la continuación de la exitosa serie de 2009. Esta fue la tercera vez que aparecía en pantalla con Jang Hyuk, después de Robber (2008) y The Slave Hunters (2010).
En 2014 Lee firmó con una nueva agencia, FNC Entertainment. Se reunió con su anterior coprotagonista de My Girl, Lee Dong-wook, en Hotel King, en el que interpretó a una heredera que intentaba salvar el hotel de siete estrellas propiedad de la familia. Después de terminar Hotel King, Lee consiguió siete acuerdos de patrocinio con marcas de ropa y cosméticos en toda Asia.
A continuación, Lee fue elegida como una de las protagonistas del drama chino-coreano Best couple, en la que su personaje está obligada a casarse con un actor al que odia; es la primera serie de televisión producida por la empresa china de comercio electrónico Alibaba, que se emitió en China a principios de 2016 y registró más de 100 millones de visitas.
En abril de 2016, Lee dejó FNC Entertainment y firmó un contrato exclusivo con JS Pictures.
En 2018, Lee regresó a la televisión en Corea, protagonizando el drama Good Witch de SBS, con el doble papel de Cha Seon-hee/Cha Do-hee, un ama de casa y una azafata que son gemelas.
En abril de 2019 Lee firmó un contrato exclusivo con la agencia FN Entertainment.
Desde abril de 2021 formaba parte de la agencia Ascendio Reserve, pero menos de un año después, en marzo de 2022, firmó un nuevo contrato con K-Star Global Entertainment.

## Filmografía

### Series de televisión
| Año  | Título                              | Papel                    | Canal         | Notas                                                          | Ref.   |
| ---- | ----------------------------------- | ------------------------ | ------------- | -------------------------------------------------------------- | ------ |
| 2002 | Park Jong-cheol, a Fine Young Man   | Lee Eun-joo              | MBC           |                                                                |        |
| 2002 | Ling Ling                           | Song Eun-ha              | MBC           |                                                                |        |
| 2003 | Good News                           |                          | MBC           |                                                                |        |
| 2004 | Sweet 18                            | Moon Ga-young            | KBS2          |                                                                |        |
| 2004 | Star's Echo                         | Ji-young                 | MBC / Fuji TV |                                                                |        |
| 2004 | Lotus Flower Fairy / Heaven's Fate  | Yoon Cho-won             | MBC           |                                                                |        |
| 2005 | Green Rose                          | Oh Soo-ah                | SBS           |                                                                |        |
| 2005 | My Girl                             | Joo Yoo-rin              | SBS           |                                                                |        |
| 2007 | Hello! Miss                         | Lee Su-ha                | KBS2          |                                                                |        |
| 2008 | Robber                              | Jin Dal-rae              | SBS           |                                                                |        |
| 2008 | East of Eden                        | Min Hye-rin              | MBC           |                                                                |        |
| 2010 | The Slave Hunters                   | Un-nyun / Kim Hye-won    | KBS2          |                                                                |        |
| 2010 | The Fugitive: Plan B                | Hye-won                  | KBS2          | cameo                                                          |        |
| 2010 | Haru: An Unforgettable Day in Korea | guionista                |               |                                                                |        |
| 2011 | Miss Ripley                         | Jang Mi-ri               | MBC           |                                                                |        |
| 2012 | Love Actually                       | Wang Xiao Xia            | Hunan TV      | serie china                                                    |        |
| 2013 | Iris II: New Generation             | Ji Soo-yeon              | KBS2          |                                                                |        |
| 2014 | Hotel King                          | Ah Mo-ne                 | MBC           |                                                                |        |
| 2016 | Best Lover                          | Choi Hwan-young          | Youku         | también conocida como Century Couple; producción chino-coreana |        |
| 2018 | Good Witch                          | Cha Sun-hee / Cha Do-hee | SBS           |                                                                | [ 40 ] |
|      | My Goddess My Mother                | Jiang Jinbo              |               | serie china                                                    |        |

### Películas
| Año  | Título      | Papel | Notas                                              | Ref.   |
| ---- | ----------- | ----- | -------------------------------------------------- | ------ |
| 2011 | String Song | Ara   | junto a Lee Sung-jae, Ahn Sung-ki y Moon Jeong-hee | [ 41 ] |

### Programas de televisión
| Año  | Título               | Papel              | Canal | Notas             | Ref.   |
| ---- | -------------------- | ------------------ | ----- | ----------------- | ------ |
| 2010 | Happy Together       | invitada           | KBS2  | prog. n.º 130-131 |        |
| 2012 | Running Man          | invitada           | SBS   | prog. n.º 82-83   |        |
| 2013 | Happy Together       | invitada           | KBS2  | prog. n.º 285     |        |
| 2016 | Running Man          | invitada           | SBS   | prog. n.º 289     |        |
| 2017 | Guesthouse Daughters | miembro permanente | KBS2  | Reality show      | [ 42 ] |
| 2022 | Beauty-FULL          | invitada           | SBS   |                   | [ 43 ] |

### Vídeos musicales
| Año  | Título canción                              | Artista         |
| ---- | ------------------------------------------- | --------------- |
| 2002 | "Someday"                                   | J-Walk          |
| 2007 | "I Love Rock 'n' Roll" (versión en coreano) | Lee Da-hae      |
| 2008 | "Memory"                                    | Kim Bum-soo     |
| 2009 | "Pas de Deux"                               | Will Pan        |
| 2009 | "Today's Horoscope" (오늘의 운세)           | Kim Hyung-joong |
| 2010 | "I Will Move Away" (비켜줄께)               | Brown Eyed Soul |

## Premios y candidaturas
| Año  | Premio                                       | Categoría                                                     | Papel              | Resultado | Ref.   |
| ---- | -------------------------------------------- | ------------------------------------------------------------- | ------------------ | --------- | ------ |
| 2001 | 71st Miss Chunhyang Contest                  | —                                                             | —                  | Ganadora  |        |
| 2004 | MBC Drama Awards                             | Mejor actriz revelación                                       | Lotus Flower Fairy | Ganadora  |        |
| 2005 | 41st Baeksang Arts Awards                    | Mejor actriz revelación para televisión                       | Lotus Flower Fairy | Ganadora  | [ 44 ] |
| 2005 | SBS Drama Awards                             | Premio a la excelencia, actriz en un drama especial           | My Girl            | Ganadora  |        |
| 2006 | SBS Drama Awards                             | Premio Top 10 Stars                                           | My Girl            | Ganadora  |        |
| 2007 | KBS Drama Awards                             | Premio a la excelencia, actriz en una miniserie               | Hello! Miss        | Ganadora  | [ 45 ] |
| 2008 | MBC Drama Awards                             | Premio a la excelencia, actriz                                | East of Eden       | Nominada  |        |
| 2008 | SBS Drama Awards                             | Premio a la excelencia, actriz en un drama especial           | Robber             | Nominada  |        |
| 2009 | 4th Asia Model Festival Awards               | Premio Estrella popular                                       | —                  | Ganadora  | [ 46 ] |
| 2010 | 47th Savings Day                             | Mención presidencial                                          | —                  | Ganadora  |        |
| 2010 | China Fashion Awards                         | Asian Fashion Leader                                          | —                  | Ganadora  | [ 47 ] |
| 2010 | KBS Drama Awards                             | Premio a la excelencia, actriz                                | The Slave Hunters  | Nominada  |        |
| 2010 | KBS Drama Awards                             | Premio a la excelencia, actriz en una serie de media duración | The Slave Hunters  | Nominada  |        |
| 2010 | KBS Drama Awards                             | Mejor pareja con Jang Hyuk                                    | The Slave Hunters  | Ganadora  | [ 48 ] |
| 2011 | Yahoo! Asia Buzz Awards                      | Premio Korea's Top Female Star                                | —                  | Ganadora  |        |
| 2011 | 19th Korean Culture and Entertainment Awards | Gran Premio (Daesang)                                         | Miss Ripley        | Ganadora  | [ 49 ] |
| 2011 | MBC Drama Awards                             | Premio a la excelencia, actriz en una miniserie               | Miss Ripley        | Nominada  |        |
| 2012 | 3rd LeTV Film and Drama Awards               | Mejor actriz en serie televisiva                              | Love Actually      | Ganadora  | [ 50 ] |
| 2013 | 8th Asia Model Festival Awards               | Asia Star                                                     | —                  | Ganadora  | [ 51 ] |
| 2013 | KBS Drama Awards                             | Premio a la excelencia, actriz en una serie de media duración | Iris II            | Nominada  |        |
| 2014 | MBC Drama Awards                             | Premio a la excelencia, actriz en una serie proyecto especial | Hotel King         | Nominada  |        |